# Richard Wiseman

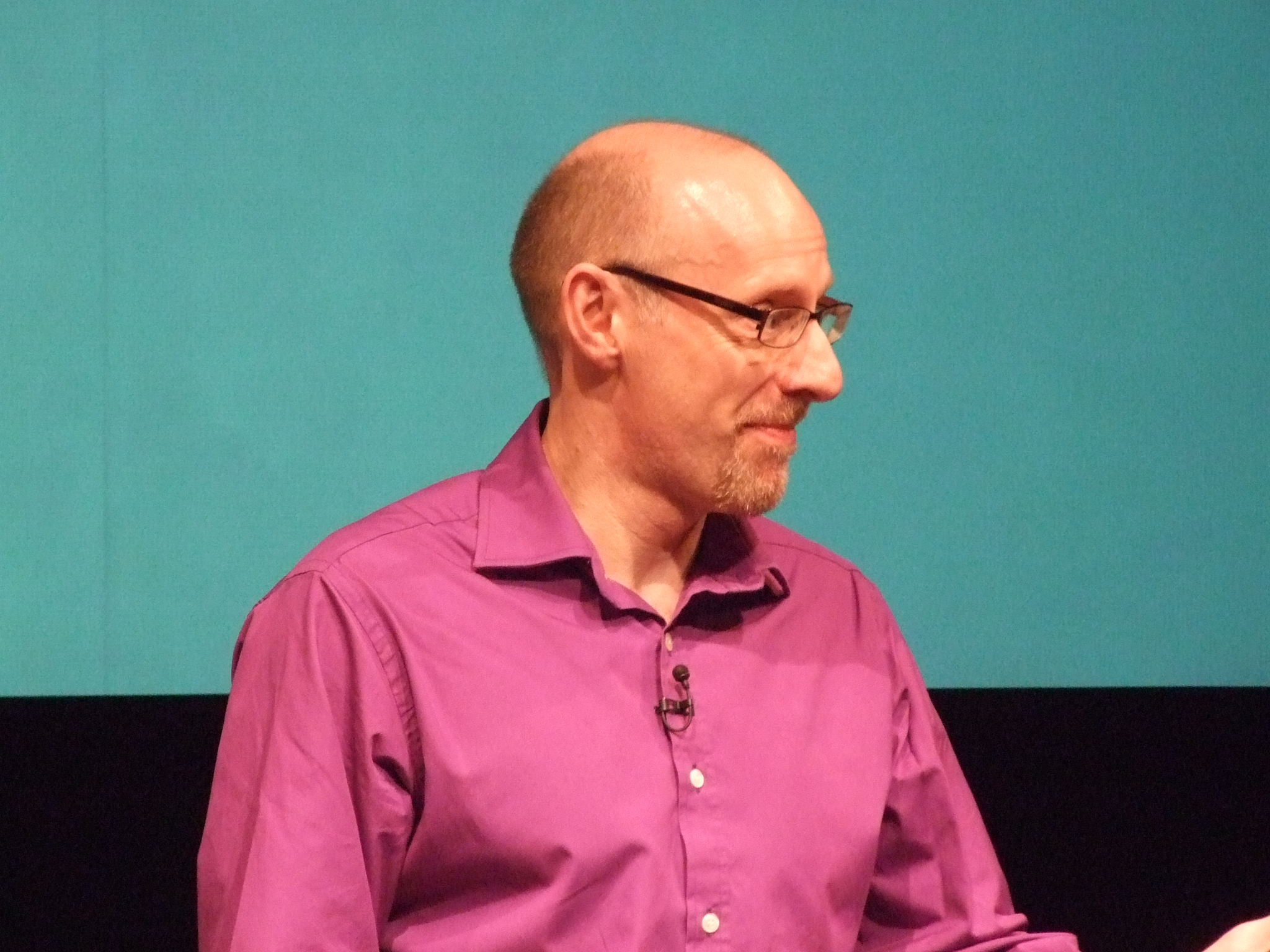
Richard Wiseman (2009)

Richard Wiseman (* 16. September 1966) ist ein britischer Psychologe. Als engagierter Anhänger der Skeptikerbewegung ist er Fellow des Committee for Skeptical Inquiry (CSI) und beratender Redakteur der Zeitschrift Skeptical Inquirer.
Wiseman arbeitete als professioneller Zauberkünstler, bevor er in London ein Psychologiestudium begann. Er war das jüngste Mitglied in der Magiervereinigung The Magic Circle. Heute ist Wiseman als Leiter der Psychologie-Abteilung an der University of Hertfordshire tätig, wo er seit 2001 den Lehrstuhl für Public Understanding of Psychology innehat. Sein Hauptforschungsgebiet, das ihn über England hinaus bekannt machte, ist neben Glück und Täuschung insbesondere das Paranormale. 2000–2002 untersuchte er unter anderem auf Drängen des Schlosspersonals in großangelegten Experimenten angebliche Spukphänomene im Hampton Court Palace und folgerte aus ihren Resultaten, dass sich Geistererscheinungen zumeist mit der Wirkung physikalischer Effekte auf die angespannte Psyche des Menschen erklären lassen.
Wiseman erforschte ebenso ein Jahr lang den Humor der Internetnutzer aus 70 Ländern auf einer Internetseite namens Laughlab, und kürte darin den Witzigsten Witz der Welt.
2005 war Wiseman Präsident der British Association for the Advancement of Science.
2012 beschäftigte sich Wiseman mit der praktischen Umsetzung des Ansatzes von William James in der Verhaltenspsychologie. Dazu hat er das Buch "Machen – nicht denken" verfasst, um zu zeigen, wie man Verhaltensänderungen praktisch herbeiführen kann, ohne Methoden wie etwa positives Denken zu nutzen.
Der Psychologe hat bisher insgesamt acht Bücher verfasst, die auch in Deutschland teilweise zu Bestsellern avancierten, u. a. „So machen Sie Ihr Glück“ (2003), „Affenscharf“ (2004) und „Quirkologie“ (2008). Für sein Buch „Paranormality: Why We See What Isn’t There“ erhielt er 2012 den Robert P. Balles Annual Prize in Critical Thinking des CSI.

## Auszeichnungen (Auswahl)
- CSICOP Public Education in Science Award, (2000)
- British Science Association Joseph Lister Award, (2002)
- NESTA DreamTime Fellowship für sein innovatives Gesamtwerk in der Wissenschaftskommunikation, (2004)
- Robert B. Balles Prize for Critical Thinking von CSICOP für sein Buch Paranormality. (2011)
- Ehrendoktorwürde der Abertay University in Dundee (2016)
- Golden Grolla Award für sein Werk in Psychologie und Illusion (2020)

## Bücher (Auswahl)
- Guidelines for Testing Psychic Claimants (Co-Autor R. L. Morris), University of Hertfordshire Press, Hatfield 1995, ISBN 0900458585
- Guidelines for Extrasensory Perception Research (Co-Autor J. Milton), University of Hertfordshire Press, Hatfield 1997, ISBN 0900458747
- Deception and Self-Deception: Investigating Psychics, Prometheus Press, Amherst 1997, ISBN 1573921211
- Magic in Theory: An Introduction to the Theoretical and Psychological Elements of Conjuring. (Co-Autor P. Lamont,), University of Hertfordshire Press, Hatfield 1999, ISBN 1902806506
- Laughlab: The Scientific Search for the World's Funniest Joke, Random House, London 2002
- The Luck Factor, Random House, London 2003, ISBN 0712623884
- Did You Spot the Gorilla? How to Recognise Hidden Opportunities in Your Life, Random House, London 2004, ISBN 0099466430
- Parapsychology (Co-Autor C. Watt), Ashgate, Aldershot 2005, ISBN 0754624501
- Quirkology: The Curious Science of Everyday Lives, Pan Macmillan, 2008, ISBN 0330448110, (dt.:Quirkologie: Die wissenschaftliche Erforschung unseres Alltags, Fischer, Frankfurt 2008, ISBN 359617483X)
- 59 seconds, Pan Macmillan, 2009, ISBN 023074429X, (dt.: Wie Sie in 60 Sekunden Ihr Leben verändern. Mit Sofort-Hilfe-Garantie. 5. Auflage. Fischer-Taschenbuch, Frankfurt am Main 2009; auch Fischer, ebenda 2010, ISBN 3596185173).
- Paranormality: Why We See What Isn't There, Pan Macmillan, 2011, ISBN 0230752985, (dt.: Paranormalität: Warum wir Dinge sehen, die es nicht gibt, Fischer, 2012, ISBN 3596192358)
- Rip it up: The Simple Idea that Changes Everything, Pan Macmillan, 2012, ISBN 0230752071, (dt.: MACHEN – nicht denken. Die radikal einfache Idee, die Ihr Leben verändert, Fischer, 2013, ISBN 978-3-596-19660-9)

## Wissenschaftliche Publikationen (Auswahl)
- Wiseman, Richard; Houstoun, William; Watt, Caroline: Pedagogic prestidigitation: using magic tricks to enhance educational videos. In: PeerJ, 21. Juli 2020.
- Wiseman, R. & Watt, C.: Conjuring cognition: A review of educational magic-based interventions. In: PeerJ. 8, 9 Mar 2020, , e8747.
- Wiseman, R., Watt, C. & Kornbrot, D.: Registered reports: an early example and analysis. In: PeerJ. 7, 1, 13 p., 16 Jan 2019, e6232.
- Wiseman, R. & Houstoun, W.: Impossible Movement Illusions. In: i-Perception. 9, 6, p. 1-6 6 p. 20 Dec 2018
- Wiseman, R. & Owen, A. M.: Turning the other lobe: Directional biases in brain diagrams. In: i-Perception. 8, 3, p. 1-4 4 p. 1 Jun 2017
- Wiseman, R.: A New Version of the Beuchet Chair Illusion. In: i-Perception. 7, 6, p. 1-5 5 p. 1 Dec 2016,